# Silnice II/155
Silnice II/155 je silnice II. třídy, která vede z Třeboně do Horního Třebonína. Je dlouhá 39 km. Prochází jedním krajem a třemi okresy.

## Vedení silnice

### Jihočeský kraj, okres Jindřichův Hradec
- Třeboň (křiž. II/154)
- Domanín (křiž. III/1469, III/15515)

### Jihočeský kraj, okres České Budějovice
- Mladošovice (křiž. III/15433)
- Petrovice (křiž. III/15516)
- Vrcov
- Borovany (křiž. II/157, III/15517, peáž s II/157)
- Radostice (křiž. III/15519)
- Trocnov
- Strážkovice (křiž. II/156, peáž s II/156)
- Řevňovice
- Komařice (křiž. III/15522, III/15523)
- Pašinovice
- Římov (křiž. III/15525, III/15526, III/15529)

### Jihočeský kraj, okres Český Krumlov
- Holkov (křiž. I/3, III/15533)
- Prostřední Svince (křiž. III/15534)
- Horní Třebonín (křiž. I/39, III/15535, III/15536)